# Châu Phước Vĩnh
Châu Phước Vĩnh (nascido em 8 de maio de 1927) é um ex-ciclista olímpico vietnamita. Representou sua nação em dois eventos nos Jogos Olímpicos de Verão de 1952.